# Adil Isgandarov
Adil Isgandarov (en azerí: Adil İsgəndərov) fue actor, director de cine y de teatro, el artista del pueblo de la RSS de Azerbaiyán (1943) y de la Unión Soviética (1959).

## Biografía

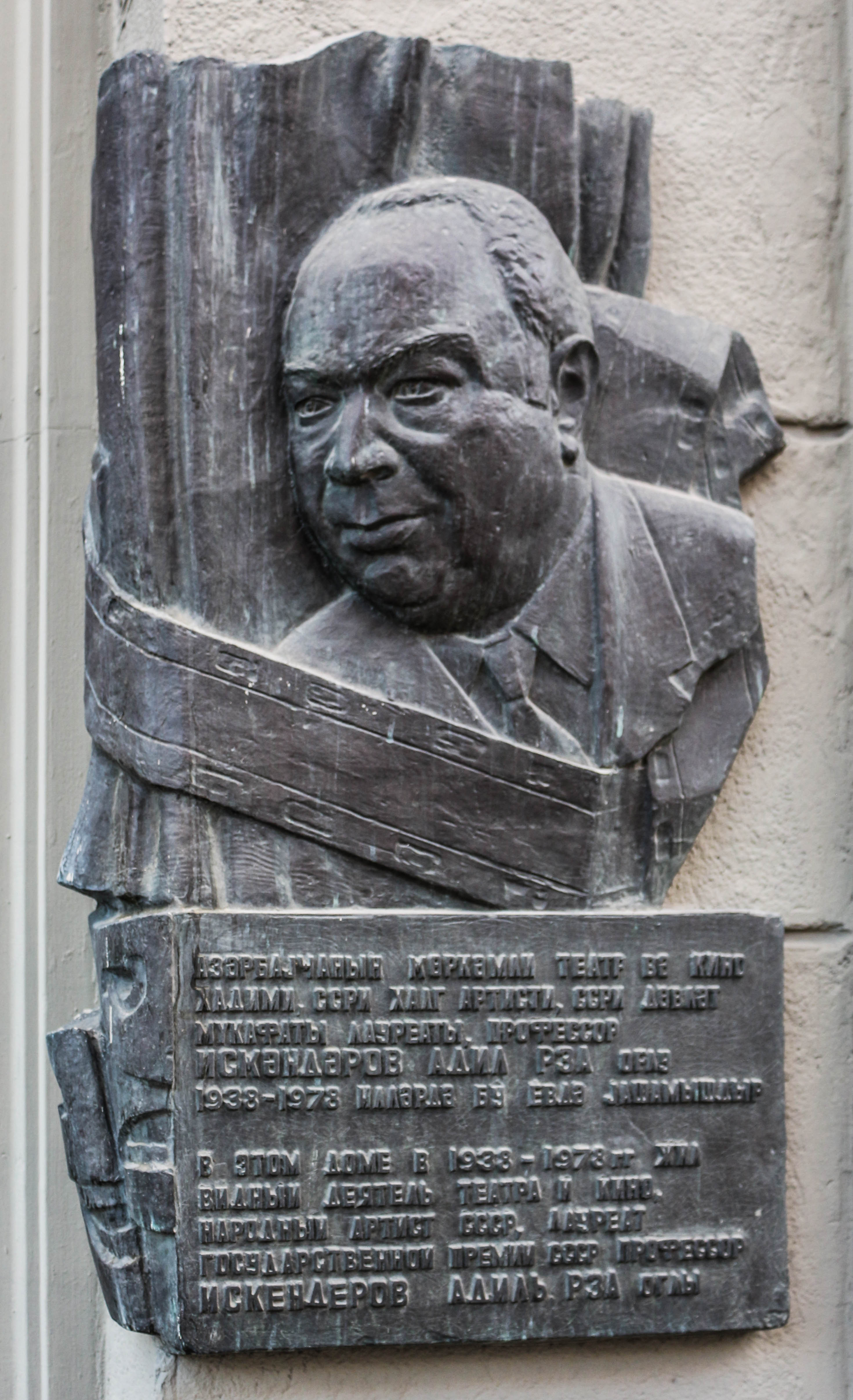
La placa conmemorativa de Adil Isgandarov en Bakú

Adil Isgandarov nació el 5 de mayo de 1910 en Gəncə. En 1931 se graduó en la Universidad Estatal de Cultura y Arte de Azerbaiyán. Después de la graduación obtuvo experiencia profesional en Moscú en 1932-1936. Adil también estudió en el Instituto Ruso de Arte Teatral. 
Después de regresar a Bakú, Adil Isgandarov comenzó a trabajar en el Teatro Académico Estatal de Drama de Azerbaiyán como director y director general desde 1936 hasta 1960. Él también trabajó en la Universidad Estatal de Cultura y Arte de Azerbaiyán desde 1937 hasta 1956. En 1955 y 1959 Adil Isgandarov fue elegido diputado al Partido Comunista de la Unión Soviética. Desde 1966 hasta 1974 Isgandarov fue director de la compañía de producción de cine, Azerbaijanfilm.
Adil Isgandarov murió el 18 de septiembre de 1978 en Bakú y fue enterrado en el Segundo Callejón de Honor.

## Actividades
Adil Isgandarov protagonizó muchas películas famosas de Azerbaiyán. En 1963 fue director de la película “¿Dónde Ahmed?”.
Teatro Académico Estatal de Drama de Azerbaiyán
- 1936 – “Platon Kretchet” Oleksandr Korniychuk
- 1937 – “La vida” Mirza Ibrahimov
- 1938 – “Vaqif” Samad Vurgun
- 1940 – “Aydin” Yafar Yabbarlí
- 1941 – “Farhad y Shirin” Samad Vurgun
- 1941 – “Afortunados” Sabit Rahman
- 1947 – “1947” Yafar Yabbarlí
- 1949 – “Sheykh Sanan” Husein Yavid
- 1949 – “Otelo” William Shakespeare

Teatro de Ópera y Ballet Académico Estatal de Azerbaiyán
- 1937 – “Shahsenem” Reinhold Glière

Teatro Estatal de Espectadores Jóvenes de Azerbaiyán
- 1939 – “Partizan Mamed” Sabit Rahman

Teatro Estatal Ruso de Drama de Azerbaiyán
- 1956 - “Vaqif” Samad Vurgun

Teatro de Música Estatal de Azerbaiyán
- 1971 – “Las montañas” Ashraf Abbasov

## Premios y títulos
- Artista de Honor de la RSS de Azerbaiyán (1938)
- Artista del Pueblo de la RSS de Azerbaiyán (1943)
- Premio Stalin del Estado (1948)
- Artista del pueblo de la URSS (artes escénicas) (1959)
- Orden de Lenin (1976)
- Orden de la Bandera Roja del Trabajo (1976)
- Orden de la Insignia de Honor (1976)